# Jana Schimke
Pour les articles homonymes, voir Schimke.
Jana Schimke, née le 6 septembre 1979 à Cottbus en Allemagne, est une femme politique allemande membre de l'Union chrétienne-démocrate (CDU). Elle est élue en 2013 députée au Bundestag représentant le Brandebourg. Elle est réélue en 2017 et en 2021. Elle est, de 2021 à 2024, la présidente de la commission du Tourisme du Bundestag.